# 鹳山

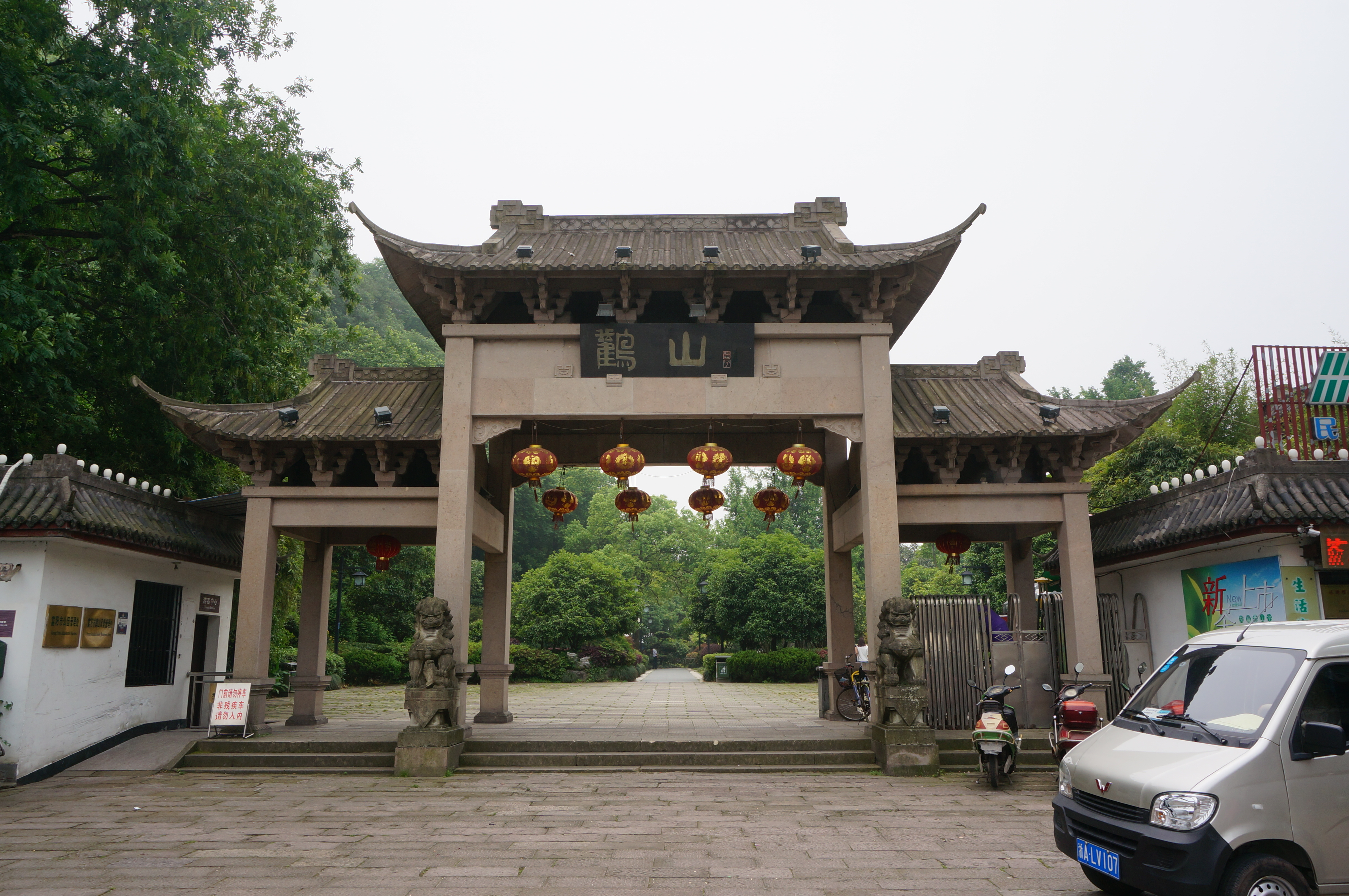
鹳山公园大门

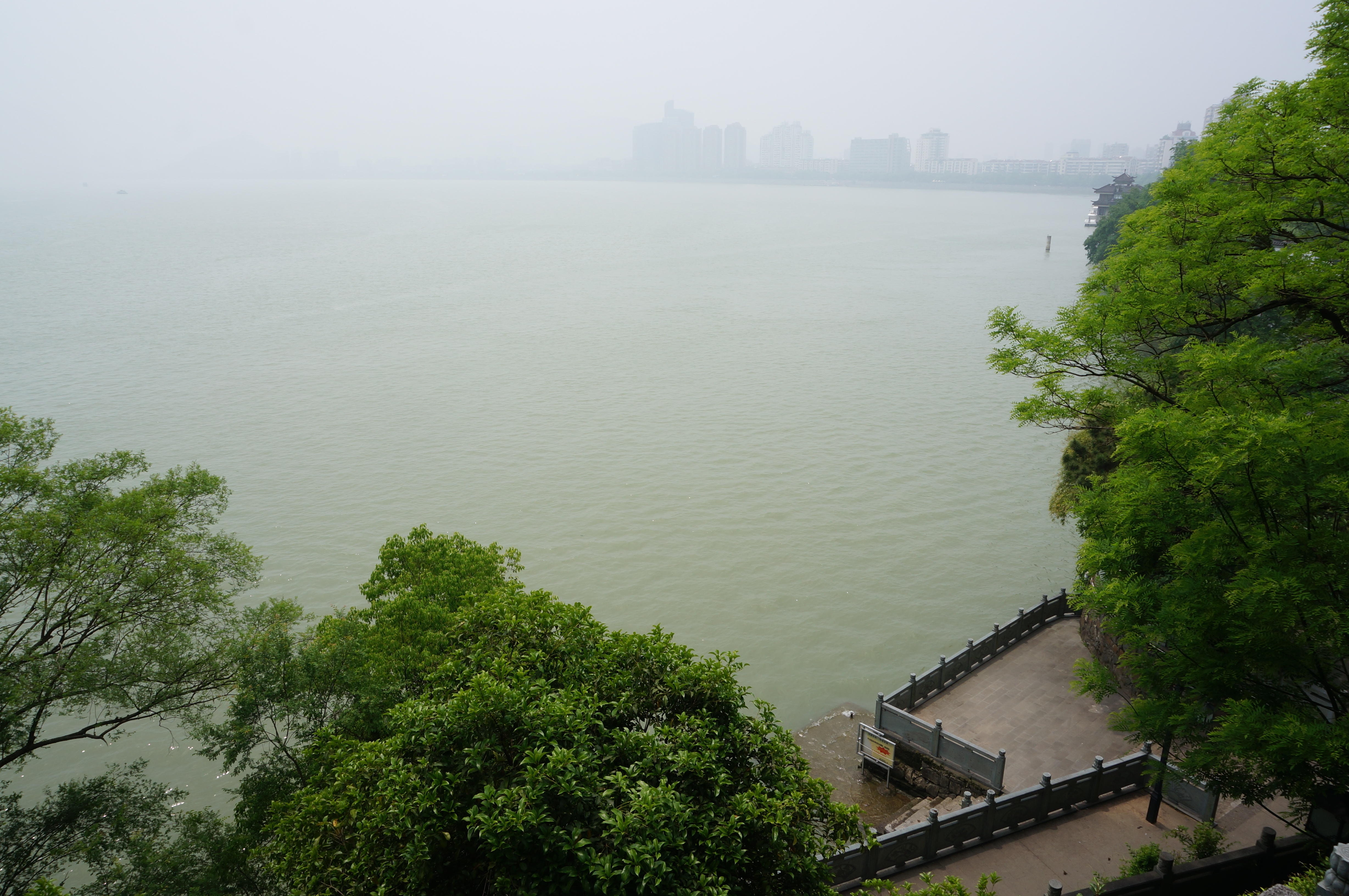
自春江第一楼望富春江，2015年5月

鹳山又名观山、石头山，位于中国浙江省杭州市富阳区富春街道城东鹳山公园内、富春江北岸，海拔42.9米，面积3.46公顷。鹳山因山势如临江俯立的鹳鸟故名（另说因临江处有石矶，似鹳迎江而立），三面环水，截江而立，岩壁突兀。原富阳城墙东面即依山而筑，今山脚东南侧仍存长约70米的古城墙，其下为青石古驿道。此外在山下建有董公祠、澄江亭、严子陵垂钓处、龟川阁，山上建有双烈园、春江第一楼、毛主席纪念堂（今富阳山水人文馆）、揽胜亭等。